# Bagrichthys macropterus
Bagrichthys macropterus és una espècie de peix de la família dels bàgrids i de l'ordre dels siluriformes.
Els mascles poden assolir 30 cm de longitud total.
Menja peixets, invertebrats bentònics i grans quantitats de detritus vegetals.
Té lloc al començament de l'estació de les pluges.
És un peix d'aigua dolça i de clima tropical.
Es troba a Àsia: des de Tailàndia fins a Indonèsia.
És venut fresc.